# Duguetia quitarensis
Duguetia quitarensis este o specie de plante angiosperme din genul Duguetia, familia Annonaceae, descrisă de George Bentham. Conform Catalogue of Life specia Duguetia quitarensis nu are subspecii cunoscute.